# Sminthuroidea
Sminthuroidea is een superfamilie van springstaarten en telt 490 beschreven soorten.

## Taxonomie
- Familie Sminthuridae - Lubbock, 1862 (245 soorten)
  - Onderfamilie Sminthurinae - Lubbock, 1862
  - Onderfamilie Sphyrothecinae - Betsch, 1980
- Familie Bourletiellidae - Börner, 1912 (245 soorten)